# Васильев, Константин Викторович
Константи́н Ви́кторович Васи́льев (эст. Konstantin Vassiljev; род. 16 августа 1984[…], Таллин) — эстонский футболист. В 2024 году завершил карьеру игрока и возглавил эстонский клуб «Флора». Отличается сильным ударом с дальних дистанций.
Семикратный чемпион Эстонии, четырежды обладатель Кубка и шесть раз Суперкубка страны. Трижды признавался футболистом года в Эстонии. Кавалер эстонского ордена Белой звезды 4 класса.

## Карьера

### Клубная
Начал заниматься футболом в Маарду. Первым тренером был Виктор Пасикута. В 2001 году дебютировал в составе клуба «Таллинна ЯК» в возрасте 16 лет. В том же году непродолжительное время играл за «ХЮЙК Эммасте». В 2003 году присоединился к эстонскому клубу «Левадия». В 2007 году стал капитаном клуба, но отказался продлить контракт и в 2008 году перешёл в словенский клуб «Нафта» Лендава.
Первый матч в словенской лиге провел 2 марта 2008 года, когда «Нафта» потерпела поражение со счётом 0:2 от «Целе». Свой первый гол в лиге забил 16 марта 2008 года. В феврале 2011 года подписал контракт на два с половиной года с клубом «Копер», но всего же провел в клубе полсезона и помог завоевать бронзовые медали чемпионата. Тогда же занял второе место в голосовании за звание лучшего игрока чемпионата Словении.
30 августа 2011 года перешёл из словенской «Нафты» в пермский «Амкар». В «Амкар» Васильева приглашал главный тренер Рашид Рахимов. Рахимов возлагал на Васильева большие надежды, однако через несколько недель после перехода новым главным тренером стал черногорец Миодраг Божович, и Васильев потерял место в основном составе. Смог вернуться в основной состав в ходе весенней части чемпионата, проведя 12 матчей и отдав несколько голевых передач.
В августе 2014 года стало известно, что Васильев перешел в «Пяст», за который сыграл один сезон. Летом 2015 года заключил двухлетний контракт с польским клубом «Ягеллония».
2 января 2017 года стал в пятый раз обладателем приза Эстонской федерации футбола — «Серебряный мяч», который каждый год вручают автору самого красивого гола за сборную Эстонии. До этого получал награду в 2009, 2011, 2012 и 2014 годах.
2 апреля 2017 года в игре против «Нецеча» на 25 минуте Васильев покинул поле из-за травмы задней поверхности бедра. Курс лечения составил от четырёх до шести недель. По итогам сезона 2016/17 клуб занял второе место, а гол Васильев против краковской «Вислы» стал лучшим в чемпионате. В июне стало известно, что Васильев не продлил контракт. За два года он сыграл в 73 матчах и забил 20 мячей. В июле он подписал контракт с другим польским клубом «Пяст», который был рассчитан до 30 июня 2020 года. Первый гол забил в декабре 2017 года в игре против «Короны». С августа 2018 года стал играть за дубль «Пяста». В начале февраля 2019 года футболисту удалось расторгнуть контракт.
27 февраля 2019 года вернулся в Эстонию и подписал контракт со столичным клубом «Флора» сроком на один год. За новую команду Васильев дебютировал 10 марта в рамках первого тура чемпионата Эстонии. В конце сезона вместе с командой завоевал золотые медали, а в октябре стало известно, что Васильев продлил контракт ещё на один год. По итогам 2019 года был признан Лучшим игроком чемпионата Эстонии и «Любимцем болельщиков». 1 марта 2020 года вместе с командой стал облалателем Суперкубка Эстонии. 4 июля выиграл Кубок Эстонии 2019/20.
В 2022 и 2023 году становился чемпионом Эстонии. В 2023 году выиграл Кубок Ливонии.
С 2019 года был капитаном таллинского клуба «Фллора», но после интервью Õhtuleht в апреле 2024 года, в котором прокомментировал военное вторжение России в Украину и не смог выбрать сторону, разразился скандал. По итогам которого он снял с себя повязку капитана, новым капитаном стал Рауно Аллик. 8 ноября 2024 года объявил о завершении карьеры игрока.

### В сборной
В 2002 году Константин Васильев сдал экзамены на гражданство Эстонии, что позволило ему с 2006 года выступать за сборную Эстонии. 8 октября 2010 года в рамках отборочного турнира к Евро-2012 в матче Сербия — Эстония на 73-й минуте забил гол сильным ударом из-за пределов штрафной (победа эстонцев 1:3). 29 марта 2011 года в домашнем матче против сербов забил гол со штрафного на 84-й минуте матча (1:1). В ходе отборочного турнира к Евро-2012 превратился в ключевого футболиста для сборной Эстонии, сочетая мастерство тонко отдать пас с умением пробить из-за пределов штрафной. В рамках отборочного турнира чемпионата мира 2014 года Васильеву особо удался домашний матч против Нидерландов, в котором сделал дубль (второй гол в ворота Михела Ворма стал одним из самых красивых в отборочном турнире — приняв передачу из глубины поля одним касанием Васильев обработал мяч в штрафной, а вторым перебросил через голкипера). Это случилось через несколько дней после того, как семья полузащитника пополнилась ещё второй дочкой. Ничья 2:2 стала единственным матчем, в котором голландцы потеряли очки в отборочном турнире.
24 марта 2018 года в товарищеской игре против сборной Армении провел сотый матч за сборную Эстонии по версии Эстонского футбольного союза. Васильеву перед матчем был вручен памятный знак, а также символическая кепка с надписью «100 caps».
В 2021 году вместе с командой выиграл Кубок Балтии.
27 марта 2023 года провел 150 матч в футболке сборной Эстонии.
В апреле 2024 года снял с себя капитанскую повязку после разразившегося в СМИ скандала, поводом стало интервью футболиста в подкасте Õhtuleht «Третий тайм», в котором его спросили о поддержке Украины в войне с Россией, где он не выбрал на чье он стороне в военном конфликте. 28 мая объявил о завершении карьеры в сборной. 4 июня провел прощальный матч против сборной Швейцарии, который стал 158 за карьеру и вывел Васильева на первое место по количеству игр за сборную Эстонии.

### Тренерская
В сентябре 2018 года у Васильева была начальная лицензия UEFA C, полученная в Польше. Позже он мог получить тренерскую лицензию UEFA A в Эстонии, но польский клуб «Пяст» отказался отпускать Васильева на курсы. В марте 2019 года в Эстонии пошел на тренерские курсы UEFA PRO.
В конце ноября 2024 года стало известно, что Васильев возглавил таллинский клуб «Флора». 16 декабря получил тренерскую лицензию UEFA PRO.

## Личная жизнь
Женат, две дочери — Валерия и Виктория (род. 4 сентября 2013). На апрель 2017 года они всей семьёй проживали в Польше. В 2019 году с семьей вернулся в Эстонию.

## В кинематографе
4 октября 2019 года в Эстонии состоялась презентация документального фильма о Константине Васильеве «Нестандартное мышление» (Kastist väljas).

## Достижения

### В сборной
- Обладатель Кубка Балтии по футболу: 2021[52]

### Клубные
- Чемпион Эстонии (7): 2004, 2006, 2007, 2019, 2020, 2022, 2023
- Серебряный призёр чемпионата Эстонии (2): 2005, 2021
- Обладатель Кубка Эстонии (4): 2004, 2005, 2007, 2020
- Обладатель Суперкубка Эстонии (6): 2004, 2005, 2007, 2020, 2021, 2024
- Бронзовый призёр чемпионата Словении: 2010/11
- Серебряный призёр чемпионата Польши (1): 2016/17
- Обладатель Кубка Ливонии (1): 2023[39]

### Личные
- Футболист года в Эстонии (3): 2010[68], 2011[68], 2013[69]
- Вошёл в символическую сборную Отборочных раундов к ЕВРО-2012[70].
- Обладатель приза ЭФС «Серебряный мяч» (7): 2009, 2011, 2012, 2014[18], 2017, 2019[71], 2022[72][73]
- Лучший игрок чемпионата Эстонии (1): 2019[38]

### Государственные награды
- Кавалер ордена Белой звезды 4 класса (Эстония, 2013 год)[74]
- Гражданин года в Эстонии в 2011 году[75]

## Статистика выступлений

### Клубная статистика
| Клуб                          | Сезон        | Чемпионат                   | Чемпионат | Чемпионат | Кубок | Кубок | Еврокубки | Еврокубки | Другое | Другое | Итог | Итог |
| Клуб                          | Сезон        | Дивизия                     | Игры      | Голы      | Игры  | Голы  | Игры      | Голы      | Игры   | Голы   | Игры | Голы |
| ----------------------------- | ------------ | --------------------------- | --------- | --------- | ----- | ----- | --------- | --------- | ------ | ------ | ---- | ---- |
| ХЮЙК Эммасте                  | 2001         | Первая лига                 | 4         | 0         | 0     | 0     | —         | —         |        |        | 4    | 0    |
| Таллинна ЯК                   | 2002         | Первая лига                 | 25        | 10        | 1     | 0     | —         | —         |        |        | 26   | 10   |
| Левадия II                    | 2003         | Вторая лига                 | 1         | 0         | —     | —     | —         | —         |        |        | 1    | 0    |
| «Левадия II»/«Левадия Таллин» |              |                             |           |           |       |       |           |           |        |        |      |      |
| 2003                          | Премиум Лига | 25                          | 9         | 5         | 2     | —     | —         |           |        | 30     | 11   |      |
| 2006                          | Первая лига  | 1                           | 1         | —         | —     | —     | —         | —         | —      | 1      | 1    |      |
| 2007                          | Первая лига  | 1                           | 2         | —         | —     | —     | —         | —         | —      | 1      | 2    |      |
| Итого                         | Итого        | 56                          | 22        | 6         | 2     | —     | —         |           |        | 62     | 24   |      |
| Левадия (Таллин)              | 2004         | Премиум Лига                | 23        | 9         | 6     | 4     | 3         | 1         | 1      | 0      | 33   | 14   |
| Левадия (Таллин)              | 2005         | Премиум Лига                | 31        | 8         | 4     | 3     | 2         | 0         | 5      | 0      | 42   | 11   |
| Левадия (Таллин)              | 2006         | Премиум Лига                | 29        | 18        | 2     | 2     | 6         | 0         | —      | —      | 37   | 20   |
| Левадия (Таллин)              | 2007         | Премиум Лига                | 16        | 6         | 4     | 1     | 1         | 0         | 5      | 1      | 26   | 8    |
| Левадия (Таллин)              | Итого        | Итого                       | 99        | 41        | 16    | 10    | 12        | 1         | 11     | 1      | 138  | 53   |
| Нафта                         | 2007-08      | Первая Лига                 | 15        | 1         | 0     | 0     | —         | —         | —      | —      | 15   | 1    |
| Нафта                         | 2008-09      | Первая Лига                 | 35        | 5         | 1     | 0     | —         | —         | —      | —      | 36   | 5    |
| Нафта                         | 2009-10      | Первая Лига                 | 33        | 4         | 3     | 0     | —         | —         | —      | —      | 36   | 4    |
| Нафта                         | 2010-11      | Первая Лига                 | 19        | 3         | 4     | 2     | —         | —         | —      | —      | 23   | 5    |
| Нафта                         | Итого        | Итого                       | 102       | 13        | 8     | 2     | —         | —         | —      | —      | 110  | 15   |
| Копер                         | 2010-11      | Первая Лига                 | 16        | 3         | 2     | 0     | 0         | 0         | 0      | 0      | 18   | 3    |
| Копер                         | 2011-12      | Первая Лига                 | 6         | 0         | 0     | 0     | 2         | 0         | —      | —      | 8    | 0    |
| Копер                         | Итого        | Итого                       | 22        | 3         | 2     | 0     | 2         | 0         | 0      | 0      | 26   | 3    |
| Амкар                         | 2011-12      | Чемпионат России по футболу | 17        | 0         | 0     | 0     | —         | —         | —      | —      | 17   | 0    |
| Амкар                         | 2012-13      | Чемпионат России по футболу | 27        | 2         | 0     | 0     | —         | —         | —      | —      | 27   | 2    |
| Амкар                         | 2013-14      | Чемпионат России по футболу | 19        | 2         | 1     | 0     | —         | —         | —      | —      | 20   | 2    |
| Амкар                         | Итого        | Итого                       | 63        | 4         | 1     | 0     | —         | —         | 0      | 0      | 64   | 4    |
| Пяст                          | 2014-15      | Экстракласса                | 25        | 5         | 3     | 1     | —         | —         | —      | —      | 28   | 6    |
| Пяст                          | Итого        | Итого                       | 25        | 5         | 3     | 1     | —         | —         | 0      | 0      | 28   | 6    |
| Ягеллония                     | 2015-16      | Экстракласса                | 35        | 7         | 2     | 0     | 3         | 0         | —      | —      | 40   | 7    |
| Ягеллония                     | 2016-17      | Экстракласса                | 32        | 13        | 1     | 0     | —         | —         | —      | —      | 33   | 13   |
| Ягеллония                     | Итого        | Итого                       | 67        | 20        | 3     | 0     | 3         | 0         | —      | —      | 73   | 20   |
| Пяст                          | 2017-18      | Экстракласса                | 23        | 1         | 1     | 0     | —         | —         | —      | —      | 24   | 1    |
| Итого                         | Итого        | Итого                       | 457       | 109       | 40    | 15    | 17        | 1         | 11     | 1      | 525  | 126  |

Примечание
1. ↑  Учтены только две высшие лиги

### Статистика в сборной

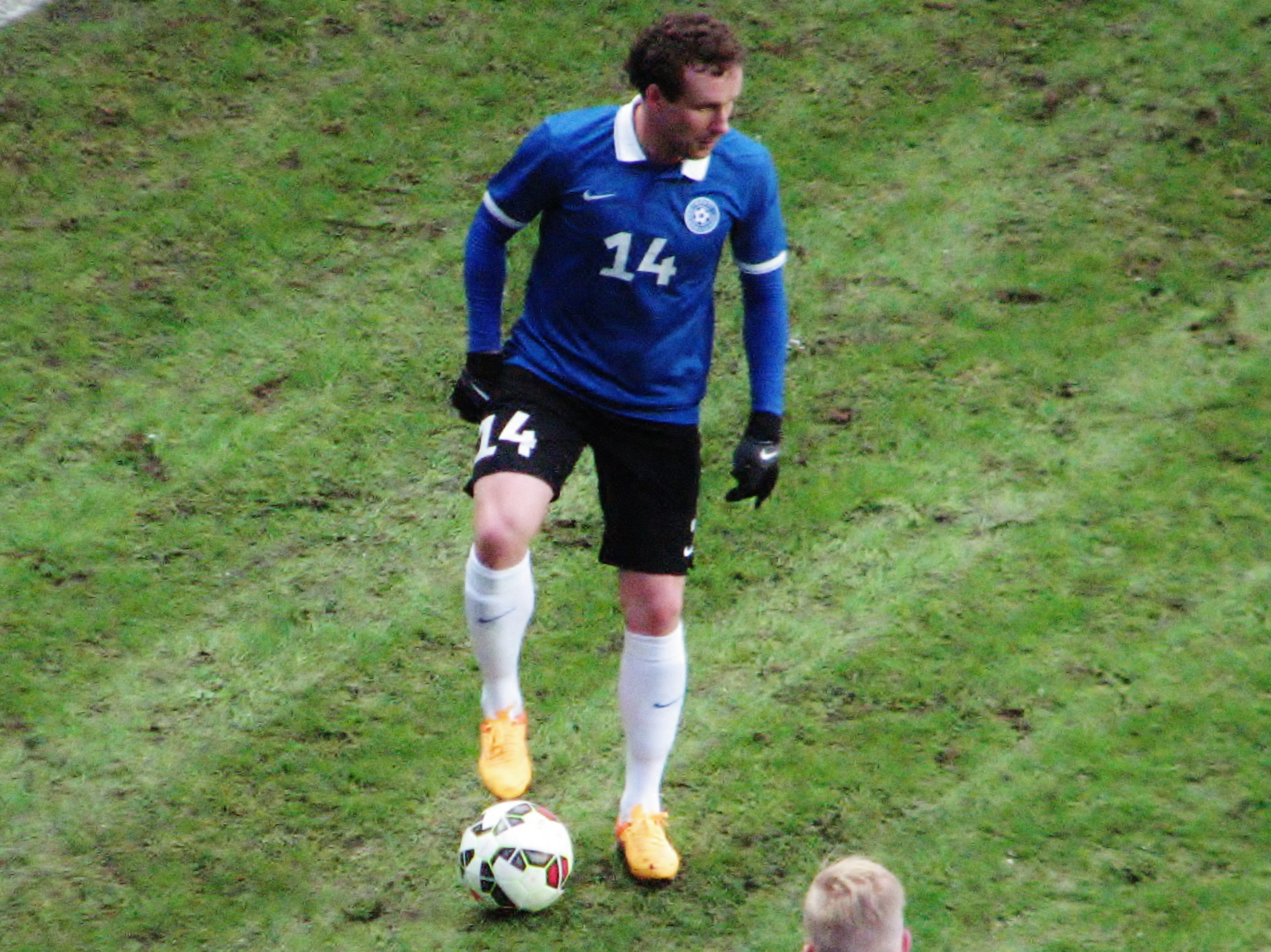
Константин Васильев в форме сборной Эстонии

| Сборная         | Сезон | Матчи | Голы |
| --------------- | ----- | ----- | ---- |
| Сборная Эстонии |       |       |      |
| 2006            | 2     | 0     |      |
| 2007            | 4     | 0     |      |
| 2008            | 8     | 0     |      |
| 2009            | 13    | 3     |      |
| 2010            | 11    | 4     |      |
| 2011            | 10    | 6     |      |
| 2012            | 10    | 2     |      |
| 2013            | 9     | 2     |      |
| 2014            | 8     | 1     |      |
| 2015            | 10    | 3     |      |
| 2016            | 8     | 1     |      |
| 2017            | 6     | 1     |      |
| 2018            | 10    | 0     |      |
| 2019            | 10    | 2     |      |
| 2020            | 6     | 0     |      |
| 2021            | 12    | 0     |      |
| 2022            | 9     | 1     |      |
| 2023            | 9     | 0     |      |
| 2024            | 3     | 0     |      |
| Итого           | Итого | 158   | 26   |

| Голы Константина Васильева за сборную Эстонии | Голы Константина Васильева за сборную Эстонии | Голы Константина Васильева за сборную Эстонии | Голы Константина Васильева за сборную Эстонии | Голы Константина Васильева за сборную Эстонии | Голы Константина Васильева за сборную Эстонии |
| --------------------------------------------- | --------------------------------------------- | --------------------------------------------- | --------------------------------------------- | --------------------------------------------- | --------------------------------------------- |
| №                                             | Дата                                          | Соперник                                      | Счёт                                          | Голы Васильева                                | Соревнование                                  |
| 1                                             | 28 марта 2009                                 | Армения                                       | 2:2                                           | 1                                             | ЧМ-2010                                       |
| 2                                             | 5 сентября 2009                               | Турция                                        | 2:4                                           | 1                                             | ЧМ-2010                                       |
| 3                                             | 14 октября 2009                               | Бельгия                                       | 2:0                                           | 1                                             | ЧМ-2010                                       |
| 4/5                                           | 7 сентября 2010                               | Узбекистан                                    | 3:3                                           | 2                                             | Товарищеский матч                             |
| 6                                             | 8 октября 2010                                | Сербия                                        | 3:1                                           | 1                                             | ЧЕ-2012                                       |
| 7                                             | 17 ноября 2010                                | Лихтенштейн                                   | 1:1                                           | 1                                             | Товарищеский матч                             |
| 8                                             | 25 марта 2011                                 | Уругвай                                       | 2:0                                           | 1                                             | Товарищеский матч                             |
| 9                                             | 29 марта 2011                                 | Сербия                                        | 1:1                                           | 1                                             | ЧЕ-2012                                       |
| 10                                            | 2 сентября 2011                               | Словения                                      | 2:1                                           | 1                                             | ЧЕ-2012                                       |
| 11/12                                         | 7 октября 2011                                | Северная Ирландия                             | 2:1                                           | 2                                             | ЧЕ-2012                                       |
| 13                                            | 15 ноября 2011                                | Ирландия                                      | 1:1                                           | 1                                             | ЧЕ 2012 (стыковые матчи)                      |
| 14                                            | 25 мая 2012                                   | Хорватия                                      | 1:3                                           | 1                                             | Товарищеский матч                             |
| 15                                            | 15 августа 2012                               | Польша                                        | 1:0                                           | 1                                             | Товарищеский матч                             |
| 16/17                                         | 6 сентября 2013                               | Нидерланды                                    | 2:2                                           | 2                                             | ЧМ-2014                                       |
| 18                                            | 12 ноября 2014                                | Норвегия                                      | 1:0                                           | 1                                             | Товарищеский матч                             |
| 19                                            | 31 марта 2015                                 | Исландия                                      | 1:1                                           | 1                                             | Товарищеский матч                             |
| 20                                            | 5 сентября 2015                               | Литва                                         | 1:0                                           | 1                                             | ЧЕ-2016                                       |
| 21                                            | 17 ноября 2015                                | Сент-Китс и Невис                             | 3:0                                           | 1                                             | Товарищеский матч                             |
| 22                                            | 7 октября 2016                                | Гибралтар                                     | 4:0                                           | 1                                             | ЧМ-2018                                       |
| 23                                            | 28 марта 2017                                 | Хорватия                                      | 3:0                                           | 1                                             | Товарищеский матч                             |
| 24                                            | 26 марта 2019                                 | Гибралтар                                     | 1:0                                           | 1                                             | Товарищеский матч                             |
| 25                                            | 8 июня 2019                                   | Северная Ирландия                             | 1:2                                           | 1                                             | ЧЕ-2020                                       |
| 26                                            | 9 июня 2022                                   | Мальта                                        | 1:2                                           | 1                                             | Лига наций 2022/23                            |